# Ludwig Wittgenstein
Ludwig Josef Johann Wittgenstein (Beč, 26. travnja 1889.  – Cambridge, 29. travnja 1951.), austrijski filozof koji je pridonio nekoliko epohalnih ideja filozofiji, uglavnom u temeljima logike, filozofiji matematike, filozofiji jezika i filozofiji uma. Njegov utjecaj je širok, jedan je od najznačajnijih filozofa 20. stoljeća.

## Život
Ludwig Wittgenstein rodio se u Beču 26. travnja, 1889. Karlu i Leopoldini Wittgenstein. Bio je najmlađi od osmero djece, rođen u jednoj od poznatijih i imućnijih obitelji Austro-ugarskog carstva. Očevi roditelji, Hermann Christian i Fanny Wittgenstein, rodili su se u židovskim obiteljima ali kasnije su se preobratili na protestantizam i nakon što su se preselili iz Saksonije u Beč u 1850-ima, asimilirali u Bečki protestantski krug. Ludwigov otac, Karl Wittgenstein, postao je industrijalac i obogatio se na željezu i čeliku. Ludwigova majka Leoplodine, rođena Kalmus, bila je tetka Nobelovog laureata Friedricha von Hayeka. Unatoč Karlovom protestantizmu i činjenici da je Leopoldinin otac bio Židov, njihova djeca su bili kršteni kao rimokatolici – vjera njihove bake s majčine strane- a sam Ludwig je imao rimokatolički pokop.

### Rani život
Ludwig je odrastao u kućanstvu koje je bilo iznimno dobro okružje za umjetnička i intelektualna dostignuća. Njegovi roditelji su oboje bili vrlo muzikalni i sva njihova djeca umjetničko i intelektualno nadarena. Karl Wittgenstein bio je vodeća mecena umjetnosti, a kuća obitelji Wittgenstein je ugošćivala mnoge figure visoke kulture – ponajprije glazbenike. Obitelj su često bili posjećivali umjetnici kao Johannes Brahms i Gustav Mahler. Ludwigov stariji brat Paul Wittgenstein kasnije je postao svjetski poznati koncertni pijanist, čak i nakon što je izgubio desnu ruku u Prvom svjetskom ratu. Ludwig sam nije imao rani glazbeni talent ali posjedovao je apsolutni sluh. Njegova posveta glazbi bila mu je vrlo važna kroz cijeli njegov život – rabio je često glazbene primjere i metafore u svojim filozofskim pisanjima i govorilo se da je bio u stanju zviždati duge i detaljne glazbene isječke. Svirao je klarinet i navodno rekao da je volio taj instrument jer je imao odgovarajuću ulogu o orkestru. 
Njegova obitelj imala je i povijest snažnog samokriticizma, sve do točke depresije i samoubilačkih tendencija. Tri od njegova četiri brata počinili su samoubojstvo. Najstariji od braće Hans – glazbeno čudo od djeteta koje je počelo skladati s četiri godine – ubio se u travnju 1902. u Havani na Kubi. Treći sin Rudolf, uslijedio je u svibnju 1904. u Berlinu. Njihov brat Kurt ustrijelio se pri kraju prvog svjetskog rata, u listopadu 1918., kada su austrijske trupe kojima je zapovijedao masovno dezertirale. 
Do 1903., Ludwig je bio podučavan kod kuće; poslije toga započeo je tri godine školovanja u Realschule u Linzu. To je bila škola koja je bilo orijentirana tehničkim predmetima. Adolf Hitler bio je tamo učenik u isto vrijeme, kada su obojica imali 14, 15 godina. Ludwiga je zanimala fizika i htio je studirati s Ludwigom Boltzmannom, čija zbirka popularnih dijela, koja je uključivala inspirirajući esej o heroju i geniju koji bi riješili problem leta predmeta težih od zraka («O aeronautici»), bila izdana u to vrijeme (1905.). Boltzmann se ubio sljedeće godine.
1906. Wittgenstein je počeo studirati strojarstvo u Berlinu i 1908. otišao na sveučilište Victoria u Manchesteru da uči za doktorat. Prijavio se kao znanstveni novak u inženjerskom laboratoriju gdje je radio istraživanja o ponašanju zmaja na gornjim dijelovima atmosfere i radio nacrte propelera s malim mlaznim motorima na krajevima njegovih krakova. Tijekom njegovih istraživanja u Manchesteru počeo se zainteresirati za temelje matematike, naročito nakon čitanja Principia Mathematica Bertranda Russella i Grundgesetze Gottloba Fregea. U ljetu 1911. Wittgenstein je posjetio Fregea i nakon nekog vremena korespondencije, Frege ga je savjetovao da upiše sveučilište Cambridge da uči pod Russellom. 
U listopadu 1911., Wittgenstein je stigao nenajavljeno u Russelove prostorije u Trinity koledžu i uskoro je prisustvovao njegovim predavanjima i s njime diskutirao o filozofiji u velikom opsegu. Ostavio je veliki dojam na Russella i G. E. Moora i započeo je raditi na temeljima logike i matematičke logike. Russell se počeo zamarati s filozofijom i vidio je Wittgensteina kao nasljednika koji bi nastavio njegov rad. Tijekom tog razdoblja ostali Wittgensteinovi interesi su bili glazba i putovanja, često u društvu Davida Pinsenta, studenta koji mu je bio blizak prijatelj. Bio je i pozvan u elitno tajno društvo Cambridgeovi apostoli čiji su članovi kao studenti bili Russell i Moore. Dok je bio u Cambridgeu rado je išao u kino. 
1913., Wittgenstein je naslijedio veliki imetak kada mu je otac umro. Donirao je nešto, prvotno anonimno, austrijskim umjetnicima i piscima uključujući Rainera Maria Rilkea i Georga Trakla. 1914. otišao je posjetiti Trakla kada je on zaželio susresti svoga dobročinitelja ali Trakl je umro (na prvi pogled samoubojstvo) nekoliko dana prije Wittgenstenova dolaska. 
Iako je bio okrijepljen studijem na Cambridgeu i razgovorima s Russellom, Wittgenstein je osjetio da nije mogao doći do srži svojih fundamentalnih pitanjima okružen s ostalim sveučilištarcima. 1913., povukao se u relativnu osamu udaljenog sela Skjolden u Norveškoj. Ondje je iznajmio drugi kat jedne kuće gdje je proveo zimu. Izolacija od akademskoga okružja dozvolila mu je da se cjelovito posveti svome radu i kasnije je gledao na to razdoblje kao jedno od najproduktivnijih u svome životu. Dok je bio tamo, napisao je epohalno djelo o temeljima logike, jednostavno zvano Logik koja je bila prethodnik i izvor velikoga dijela Tractatus logico-philosophicus.